# الحمام (مطروح)
الحمام (به عربی: الحمام) یک منطقهٔ مسکونی در مصر است که در استان مطروح واقع شده‌است.